# Bârsa
Pour les articles homonymes, voir Rivière Bârsa (homonymie).
Bârsa ou Bîrsa (en hongrois : Barza) est une commune du județ d'Arad, Roumanie qui compte 1 791 habitants.
La commune est composée de 4 villages : Aldești, Bârsa, Hodiș et Voivodeni.

## Culture
D'après le recensement de 2011, la commune compte 1 791 habitants, en forte baisse par rapport au recensement de 2002 où elle en comptait 1 920.